# Sanford (Texas)
Sanford es un pueblo ubicado en el condado de Hutchinson en el estado estadounidense de Texas. En el Censo de 2010 tenía una población de 164 habitantes y una densidad poblacional de 472,54 personas por km².

## Geografía
Sanford se encuentra ubicado en las coordenadas 35°42′9″N 101°31′54″O / 35.70250, -101.53167. Según la Oficina del Censo de los Estados Unidos, Sanford tiene una superficie total de 0.35 km², de la cual 0.35 km² corresponden a tierra firme y (0%) 0 km² es agua.

## Demografía
Según el censo de 2010, había 164 personas residiendo en Sanford. La densidad de población era de 472,54 hab./km². De los 164 habitantes, Sanford estaba compuesto por el 91.46% blancos, el 0.61% eran afroamericanos, el 2.44% eran amerindios, el 0% eran asiáticos, el 0% eran isleños del Pacífico, el 4.27% eran de otras razas y el 1.22% pertenecían a dos o más razas. Del total de la población el 6.71% eran hispanos o latinos de cualquier raza.